# Hannu Rajaniemi
Hannu Rajaniemi, född 9 mars 1978 är en finländsk science-fiction-författare som skriver böcker på både finska och engelska. Han bor i Edinburgh i Skottland.
Hannu Rajaniemis böcker har blivit mycket uppskattade i USA och Storbritannien och fått flera priser, bland annat Tähtivaeltaja-priset (2012) och Science Fiction & Fantasy Translation Awards (2011). I Sverige däremot har hans böcker varit okända  tills Science Fiction-bokhandeln tog in Jean le Flambeur-serien i sitt sortiment.[källa behövs]

### Romaner
- Summerland (2017)

### Jean le Flambeur-serien
- The Quantum Thief (2010)
- The Fractal Prince (2012)
- The Causal Angel (2014)

### Novellsamlingar
- Words of Birth and Death (2006)
- "The Viper Blanket"
- "Barley Child"
- "Fisher of Men"
- Hannu Rajaniemi: Collected Fiction (2015)